# Boschia
Boschia  es un género de plantas fanerógamas de la familia de las  malváceas. Incluye seis especies.  Es originario de Asia. Fue descrito por Korth.  y publicado en Verhandelingen over de Natuurlijke Geschiedenis der ... 257, en el año 1842[1844]. (17 Feb 1844). La especie tipo es Boschia excelsa Korth.

## Especies
- Boschia acutifolia Mast.
- Boschia excelsa Korth.
- Boschia grandiflora Mast.
- Boschia griffithii Mast.
- Boschia mansonii Gamble
- Boschia oblongifolia Ridl.